# Philochoros

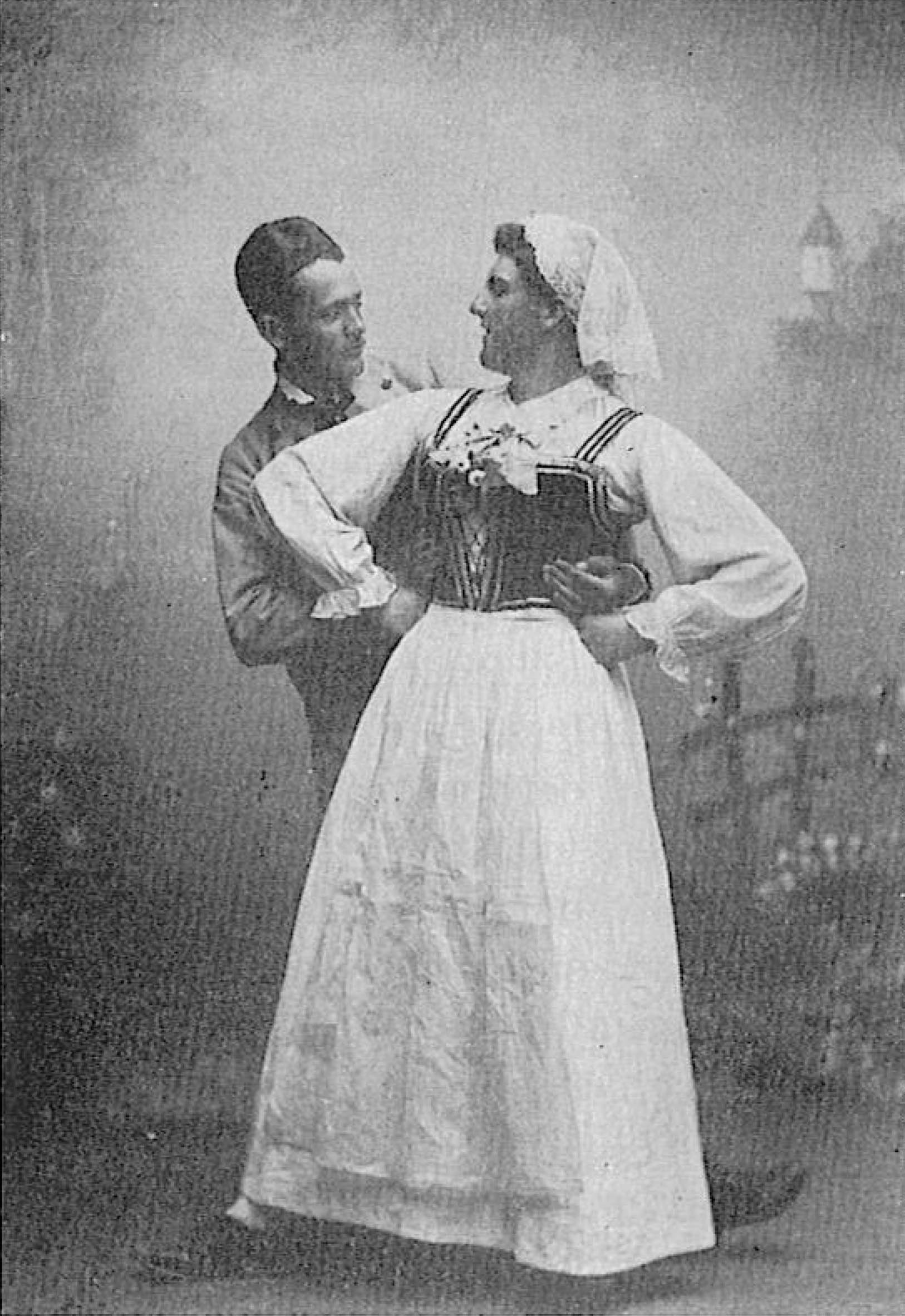
Vingåkersdansen, Philochorosturnén 1893. Studenterna Ernst Wilms och Karl Wijkström, Kalmar Nation.

Philochoros är en förening för folkdans- och folkmusikintresserade studenter vid Uppsala universitet och Sveriges lantbruksuniversitet. Den grundades i Uppsala 1880 på initiativ av doktor Gustaf Sundström under namnet Studenternas dansförbund. Namnet Philochoros är grekiska och betyder ungefär ”vän av dans”.
Föreningen ordnar såväl nybörjarkurs som veckoträning för mer erfarna dansare. Det som dansas är mestadels traditionella svenska folkdanser (av vilka många har sin tradition i en svunnen tid), polskor, och även ibland scendans komponerad av Stockholmsoperans balettmästare Anders Selinder i nationalromantikens anda kring 1840. Utöver dansträningar ordnas öppna danskvällar, helgkurser, fester, gemensamma resor till spelmansstämmor såsom Ransätersstämman och Linköpings folkmusikfestival, och vissa år även turnéer och utbyten med folkdansföreningar i andra länder.

## Historia
Från början var Philochoros en dansförening enbart för de manliga studenterna som gick på Uppsala universitet; vid slutet av 1800-talet fanns det knappt några kvinnliga studenter. Uppsalas (och Sveriges) första kvinnliga student började läsa 1872. När sedan föreställningar gavs, så var hälften av dansarna utklädda till flickor, iförda folkdräkter av senaste snitt. Först 1931 valdes kvinnor in i föreningen.
En av Philochoros' mest kända medlemmar var författaren och konstnären Albert Engström, som studerade i Uppsala mellan 1889 och 1891. Han blev troligtvis medlem ca 1890-1891 och illustrerade bland annat ett av föreningens framträdanden, den 3-4 december 1890. Illustrationerna gavs ut i begränsad upplaga som albumet Interieurer från Philochoros.
Hans specialitet i föreningen var annars att sjunga visor och berätta roliga historier på "bygdemål" eller "landsmål", alltså på sin nordsmåländska hemtrakts dialekt. Den 20 och 21 mars 1891 deltog han i föreningens framträdande på Kungliga Dramatiska Teatern i Stockholm. Han framförde vid detta tillfälle en berättelse på bygdemål samt sjöng ett antal visor, av vilka några sjömansvisor särskilt uppskattades av kung Oscar II, som satt i publiken på kvällen den 20.
Omkring en månad senare, den 18 april, deltog han vidare på en "landsmålssoaré" i Stora Gillesalen i Uppsala, till förmån för Smålands Nations Byggnadsfond. Han bidrog då med en berättelse på bygdemål: Guda du sköna flecka. I en recension av soarén, i Upsala Nya Tidning den 20 april, står det bland annat, om en av dem som uppträdde, att han "sekunderades på ett förtjänstfullt sätt af den från Philochoros' föreställningar bekante hr Engström".
Engström fortsatte hålla kontakten med Philochoros även efter att han hade avslutat sina studier och lämnat Uppsala. Mellan den 31 maj och 14 juni 1893 deltog han på en turné som föreningen genomförde i Syd- och Mellansverige, från Uppsala i norr till Malmö i söder. Han bevarade sin tid i föreningen som ett kärt minne, och nämner den i sina memoarer.